# ФК Нарва Транс
ЯК Нарва Транс (на естонски: JK Narva Trans) е естонски футболен клуб от град Нарва, основан през 1979 г.
Отборът играе домакинските си срещи на стадион Нарва Креенхолми с капацитет 3000 зрители. В домакинските си срещи Нарва Транс играе с червени фланелки и чорапи и сини гащета, а при гостуванията екипите са сини фланелки и чорапи и червени гащета.
Президент на клуба е Николай Бурдаков, а старши треньор Сергей Прикходко.
През сезон 2008 г. отборът се класира на 3-то място в елитната естонска лига Мейстрилийга. В турнира за купата на Естония достига до финал, където губи от Левадия Талин с 0:3.

## Успехи
- Купа на Естония
  -  Носител (3): 2000/01, 2018/19, 2022/23
  -  Финалист (1): 2019/20
- Суперкупа на Естония
  -  Финалист (1): 2024

## Шампионат на Естония
В естонската лига отборът играе още от нейното създаване през 1992 г. Най-доброто класиране е 2-рото място през сезон 2006, като има и две трети места през 1995 и 2005 г. Най-слабото класиране е 7-о място през 1992 г.

## Европейски клубни турнири
| Сезон   | Турнир        | Кръг  | Страна | Съперник           | Резултати |
| ------- | ------------- | ----- | ------ | ------------------ | --------- |
| 1996-97 | Интертото Къп | 1     |        | ФК Гронинген       | 1-4       |
|         |               | 1     |        | Вашаш СК           | 1-4       |
|         |               | 1     |        | Лирсе С. К.        | 0-3       |
|         |               | 1     |        | Газиантепспор      | 0-0       |
| 1999-00 | Интертото Къп | 1     |        | Джокерит Хелзинки  | 0-3, 1-4  |
| 2000-01 | Интертото Къп | 1     |        | Чахлаул Пятра Нямц | 2-5, 2-4  |
| 2001-02 | УЕФА Къп      | 1 кв. |        | ИФ Елфсбори        | 3-0, 0-5  |
| 2003-04 | Интертото Къп | 1     |        | ОФК Белград        | 1-6, 3-5  |
| 2004-05 | Интертото Къп | 1     |        | ФК Ветра           | 0-3, 0-1  |
| 2005-06 | Интертото Къп | 1     |        | Локерен            | 0-2, 1-0  |
| 2006-07 | Интертото Къп | 1     |        | Калмар ФФ          | 1-6, 0-2  |
| 2007-08 | УЕФА Къп      | 1 кв. |        | Хелсингборис ИФ    | 0-6, 0-3  |